# 尼古拉斯·基埃薩
尼古拉斯·基埃薩（丹麥語：Nicolas Kiesa，1978年3月3日—），是一位丹麦賽車手。基埃薩曾於2003赛季参加了五场一级方程式大奖赛，均有完賽但没获得积分。
此前，基埃薩曾赢得了2003年的F3000賽車摩纳哥分站比赛。
2005年，基埃薩重返一级方程式赛车，取代羅伯特·當布斯成为乔丹车队在德国大奖赛及本赛季余下賽事中的第三位车手。

## 一級方程式賽車生涯
基埃薩在2003年为米納爾迪車隊参加了五场比赛，頂替了加入捷豹車隊的賈斯汀·威爾森。基埃薩於德国大奖赛上首次亮相，最终以第12名完赛。基埃薩完成所有五场比赛的賽事，並在的美国大奖赛上取得了最好的成绩，获得了第11名。

## 賽車生涯成績

### 利曼24小時耐力賽成绩
| 賽季   | 車隊           | 隊友                  | 賽車                         | 組別 | 圈數 | 總排名 | 分組排名 |
| ------ | -------------- | --------------------- | ---------------------------- | ---- | ---- | ------ | -------- |
| 2006   | 利斯特风暴车队 | 葛文·皮克林 延斯·摩勒 | 利斯特风暴LMP混合动力-雪佛蘭 | LMP1 | 192  | DNF    | DNF      |
| 來源： |                |                       |                              |      |      |        |          |